# William Russell (gouverneur)
Pour les articles homonymes, voir William Russell.
William Eustis Russell (6 janvier 1857 - 16 juillet 1896) est un homme politique américain.